# Indywidualne Mistrzostwa Chorwacji i Słowenii na Żużlu 2011
Indywidualne Mistrzostwa Chorwacji i Słowenii na Żużlu 2011 – cykl czterech turniejów żużlowych przeprowadzonych na torach w Goričan (Chorwacja) oraz Lublanie, Lendavie i Kršku (wszystkie Słowenia), które wyłoniły najlepszych żużlowców Chorwacji i Słowenii w roku 2011. Oprócz oddzielnych klasyfikacji dla żużlowców z obu krajów, na podstawie których przyznano im medale mistrzostw kraju, prowadzono także klasyfikację wspólną, która wyłoniła najlepszych zawodników w obu krajach. Ponadto na podstawie wyników trzech najlepszych zawodników poszczególnych słoweńskich klubów żużlowych przyznano także medale drużynowych mistrzostw Słowenii – złoty medal zdobył klub AMTK Ljubljana (385 punktów, skład: Žagar, Kraljič, Lipnik), srebrny AMD Krško (374 punkty, skład: Kukovica, Čonda, Štojs), a brązowy ST Lendava (71 punktów, skład: Vida).
Pierwsza runda mistrzostw została rozegrana 2 kwietnia 2011 roku na stadionie Millenium w chorwackim Goričan. W zawodach wzięło udział 18 zawodników (4 Chorwatów i 14 Słoweńców, po jednym zawodniku z obu krajów pełniło rolę rezerwowego). Zwycięstwo odniósł Chorwat Jurica Pavlic (15 punktów), który wyprzedził Słoweńców: Mateja Žagara (14 punktów) oraz Aleksandra Čondę, który w biegu dodatkowym o trzecie miejsce wyprzedził swego rodaka, Samo Kukovicę (obaj po 12 punktów).
Druga runda odbyła się 23 kwietnia 2011 roku na torze w słoweńskiej Lublanie. Wzięło w niej udział 16 żużlowców (4 Chorwatów i 12 Słoweńców). Zwycięstwo odniósł Chorwat Jurica Pavlic, który ponownie zdobył komplet 15 punktów. Drugą pozycję, podobnie jak w pierwszych zawodach, zajął Słoweniec Matej Žagar (14 punktów), który wyprzedził swojego rodaka Matica Voldriha (12 punktów).
W maju 2011 roku Jurica Pavlic w czasie meczu ekstraligi żużlowej pomiędzy Falubazem Zielona Góra a Unią Leszno doznał poważnego wypadku, w wyniku którego złamał nogę. W wyniku odniesionej kontuzji treningi mógł wznowić dopiero w połowie września tego samego roku, przez co nie mógł uczestniczyć w pozostałych dwóch turniejach Indywidualnych Mistrzostw Chorwacji i Słowenii na Żużlu 2011 (po pierwszych dwóch turniejach był liderem klasyfikacji z maksymalną możliwą do zdobycia liczbą punktów).
Trzecia runda odbyła się 16 lipca 2011 roku na torze w słoweńskiej Lendavie. W zawodach wystartowało 17 zawodników (3 Chorwatów i 14 Słoweńców). Zwycięstwo odniósł Słoweniec Matej Žagar (15 punktów), który wyprzedził swojego rodaka, Samo Kukovicę (13 punktów) i Chorwata Dino Kovačicia (12 punktów).
Ostatnia, czwarta runda odbyła się 10 września 2011 roku w słoweńskim Kršku. W zawodach wzięło udział 16 żużlowców (3 Chorwatów i 13 Słoweńców). Zwycięstwo ponownie odniósł Matej Žagar (14 punktów), który wyprzedził Chorwata Dino Kovačicia (13 punktów). Trzecią pozycję zajął Słoweniec Matic Ivačič, który w biegu dodatkowym o trzecie miejsce pokonał Aleksandra Čondę (obaj 12 punktów).

## Klasyfikacja generalna
Ostateczna klasyfikacja generalna mistrzostw nie była ustalana na podstawie sumy punktów zdobytych w zawodach, a liczbą punktów zdobytych za zajęte miejsca w poszczególnych zawodach (1. miejsce – 40 pkt., 2. miejsce – 37 pkt., 3. miejsce – 33 pkt., 4. miejsce – 31 pkt., 5. miejsce – 30 pkt., 6. miejsce – 29 pkt. itd.). W związku z tym w poniższej tabeli przy wynikach zawodników z poszczególnych rund uwzględniono liczbę punktów zdobytych za pozycję zajętą w zawodach, a nie liczbę punktów zdobytą w zawodach.
| Msc. | Zawodnik          | Kraj      | Runda 1 | Runda 2 | Runda 3 | Runda 4 | Suma |
| ---- | ----------------- | --------- | ------- | ------- | ------- | ------- | ---- |
| 1.   | Matej Žagar       | Słowenia  | 37      | 37      | 40      | 40      | 154  |
| 2.   | Samo Kukovica     | Słowenia  | 33      | 33      | 37      | 31      | 134  |
| 3.   | Dino Kovačić      | Chorwacja | 30      | 29      | 35      | 37      | 131  |
| 4.   | Aleksander Čonda  | Słowenia  | 35      | 30      | 33      | 33      | 131  |
| 5.   | Aleš Kraljič      | Słowenia  | 31      | 31      | 31      | 30      | 123  |
| 6.   | Denis Štojs       | Słowenia  | 29      | 22      | 30      | 28      | 109  |
| 7.   | Beno Lipnik       | Słowenia  | 27      | 25      | 27      | 29      | 108  |
| 8.   | Matija Duh        | Słowenia  | 25      | 26      | 28      | 27      | 106  |
| 9.   | Matic Ivačič      | Słowenia  | 22      | 24      | 23      | 35      | 104  |
| 10.  | Renato Cvetko     | Chorwacja | 26      | 28      | 19      | 26      | 99   |
| 11.  | Jasmin Ilijaš     | Chorwacja | 19      | 27      | 25      | 21      | 92   |
| 12.  | Žiga Radkovič     | Słowenia  | 21      | 20      | 26      | 22      | 89   |
| 13.  | Jurica Pavlic     | Chorwacja | 40      | 40      | –       | –       | 80   |
| 14.  | Nejc Malešič      | Słowenia  | 20      | 23      | 29      | –       | 72   |
| 15.  | Ladislav Vida     | Słowenia  | 24      | –       | 22      | 25      | 71   |
| 16.  | Jernej Pečnik     | Słowenia  | 23      | –       | 24      | 24      | 71   |
| 17.  | Matic Voldrih     | Słowenia  | 28      | 35      | –       | –       | 63   |
| 18.  | Nejc Kladušan     | Słowenia  | –       | –       | 21      | 23      | 44   |
| 19.  | Nik Zupančič      | Słowenia  | –       | –       | 20      | 20      | 40   |
| 20.  | Kristian Revinšek | Słowenia  | –       | 21      | –       | –       | 21   |
| 21.  | Maks Lipnik       | Słowenia  | 18      | –       | –       | –       | 18   |